# Ејвистон (Илиноис)
Ејвистон (енгл. Aviston) град је у америчкој савезној држави Илиноис.

## Демографија
По попису из 2010. године број становника је 1.945, што је 714 (58,0%) становника више него 2000. године.
| Група             | 2000.         | 2010.         |
| Белци             | 1.209 (98,2%) | 1.908 (98,1%) |
| Афроамериканци    | 5 (0,4%)      | 1 (0,1%)      |
| Азијати           | 2 (0,2%)      | 9 (0,5%)      |
| Хиспаноамериканци | 9 (0,7%)      | 11 (0,6%)     |
| Укупно            | 1.231         | 1.945         |